# Carpe diem (Cristiano Malgioglio)
Carpe diem è il dodicesimo album di Cristiano Malgioglio prodotto e distribuito dalla Sony nel 1995.
L'album è stato anticipato dal CD singolo Occhio al porto che conteneva quattro brani: Occhio al porto, Dimme mo c'aggia fa, Ultima tentazione e I ragazzi napoletani (quest'ultima già pubblicata nel 1992 nell'album Futtetenne ed anche in altre raccolte e singoli).
Sono presenti tre cover: Carpe diem, adattamento italiano del successo Karmacoma del gruppo musicale britannico Massive Attack, pubblicato nel loro album Protection del 1994; mentre La pazza è un adattamento di Nem ouro nem prata di Ruy Maurity; Quanti treni, scritto da Michele Galasso e Philippe Leon, era già stato interpretato nel 1991 da Rosalinda Celentano nell'album Rosalinda.
Nei due brani Occhio al porto e Passione gitana ai cori c'è il gruppo dei Los Chicos. 

## Tracce
1. Carpe diem (Karmacoma) (Massive Attack) (testo italiano di Davide Tirelli, come da deposito SIAE Polygram)
2. Passione gitana (C. Malgioglio, De Tena, Pardo, Ungheriano)
3. Quanti treni (M. Galasso, Philippe Leon)
4. Mezzanotte di mare (C. Malgioglio, Maurizio Piccoli)
5. Buonasera (C. Malgioglio, M. Piccoli)
6. La pazza (C. Malgioglio, A. Bergamaschi, F. Jorge, R. Maurity)
7. L'utente potrebbe avere il terminale spento (C. Malgioglio, Corrado Castellari, Willy Molco, Bufalini)
8. Occhio al porto (C. Malgioglio, C. Castellari, G. De Mitri)
9. Pericolosa stasera (C. Malgioglio, A. Bergamaschi, P. Leon)
10. Ultima tentazione (C. Malgioglio, A. Bergamaschi, P. Leon)
11. Condannato ad amarti (C. Malgioglio, Renato Brioschi)
12. I ragazzi napoletani (C. Malgioglio, C. Castellari, Miki Chieregato, W. Molco)
13. Dimme mo c'aggia fa (C. Malgioglio, A. Bergamaschi, Bernie Taupin, Page)